# Пирамбу
Пирамбу (порт. Pirambu)  —  муниципалитет в Бразилии, входит в штат Сержипи. Составная часть мезорегиона Восток штата Сержипи. Входит в экономико-статистический  микрорегион Жапаратуба. Население составляет 9041 человек на 2006 год. Занимает площадь 199,2 км². Плотность населения — 45,39 чел./км².

## История
Город основан в 1963 году.

## Статистика
- Валовой внутренний продукт на 2004 составляет 407.465.904,00 реалов (данные: Бразильский институт географии и статистики).
- Валовой внутренний продукт на душу населения на 2004 составляет 47.965,38 реалов (данные: Бразильский институт географии и статистики).
- Индекс развития человеческого потенциала на 2000 составляет 0,652 (данные: Программа развития ООН).